# マジカル・ミステリー・ツアー (曲)
「マジカル・ミステリー・ツアー」（Magical Mystery Tour）は、ビートルズの楽曲である。1967年12月にBBC Oneで放送された同名のテレビ映画の主題歌（オープニングテーマ）で、同名のEP盤とキャピトル編集盤の表題曲でもある。レノン＝マッカートニー名義となっているが、主にポール・マッカートニーによって書かれた楽曲。アルバム『サージェント・ペパーズ・ロンリー・ハーツ・クラブ・バンド』のレコーディング・セッションが終了した直後の1967年4月から5月にかけてレコーディングされた本作は、聴衆に対して不思議なミステリー・ツアーへの参加を呼びかける楽曲となっている。楽曲中には、4本のトランペットによるファンファーレが含まれている。

## 背景・曲の構成
「マジカル・ミステリー・ツアー」は、主にポール・マッカートニーによって書かれた楽曲。楽曲への貢献について、マッカートニーは「ジョンとの共作」とし、ジョン・レノンは「僕も少し手伝ったけど、基本的にポールのアイデア」と語っている。なお、レノンは1972年に「ポールが書いた。僕は少しだけ歌詞を手伝った」と語っている。
歌詞は映画を前提としたもので、1967年4月初めにアメリカを訪れたマッカートニーが「ビートルズが観光バスに乗り込んで旅行し、予測できない『マジカル』な冒険をするショート・フィルム」を制作することを考案し、「主題歌を作る必要がある」と考えたことから本作が書かれた。本作は映画のオープニングテーマとして使用されており、聴衆に対して不思議なミステリー・ツアーへの参加を呼びかける楽曲となっている。楽曲が制作された当時、ビートルズはLSDを服用していたことから、歌詞は薬物への明示的な言及と解釈されることもある。
マッカートニーは、本作の作詞にあたり、ビートルズのアシスタントで元ロード・マネージャーのマル・エヴァンズに、歌詞になりそうな言葉が掲載されたポスターを地元のバス停から探してくるように依頼した。最終的に理想的なポスターが見つからず、翌日にスタジオで行われたブレインストーミングを経て、歌詞が完成した。

## レコーディング
「マジカル・ミステリー・ツアー」のレコーディングは、『サージェント・ペパーズ・ロンリー・ハーツ・クラブ・バンド』のセッション最終日から1週間も経っていない1967年4月25日にEMIレコーディング・スタジオのスタジオ3で開始された。曲が未完成であったことから、その日の夕方はほとんどリハーサルに費やされた。ベーシック・トラックは、マッカートニーのピアノ、レノンのアコースティック・ギター、ジョージ・ハリスンのリードギター、リンゴ・スターのドラムの編成で3回録音された。その後ベーシック・トラックのリダクション・ミックスを作成する際に、ハリスンのギターと曲のコーダにおけるピアノにフランジャーがかけられた。
4月26日にマッカートニーのベースがオーバー・ダビングされ、4人はエヴァンズやニール・アスピノールと共にマラカス、タンバリン、カウベル、追加のドラムなどのパーカッションを加えた。その後にレノン、マッカートニー、ハリスンの3人で強く反響する叫び声を加えた。翌日にマッカートニーのリード・ボーカルを加え、レノンとハリスンは「Roll up―Roll up for the Mystery Tour（さあさあ寄ってらっしゃい、ミステリー・ツアーの出発です）」というフレーズをはじめとしたバッキング・ボーカルを歌った。バッキング・ボーカルは、テープの回転速度を遅くしてレコーディングしたため、通常の速度に戻すと声が高く聴こえるようになった。
5月3日にデイビッド・メイソン、エルガー・ハワースをはじめとしたトランペット奏者4名によるブラス・セクションが追加された。レコーディングに参加した奏者の友人であるフィリップ・ジョーンズは、ハワースがブラス・セクションのスコアを書いたとしている。また、コーダにはグロッケンシュピールもオーバー・ダビングされた。
音楽評論家のイアン・マクドナルドは、レコーディングの進行の遅延について、ビートルズがLSDを服用していたことと、レノンとハリスンがマッカートニーが企画した映画に対して無関心であったことが原因であるとしている。メンバーは、マネージャーのブライアン・エプスタインの死後、9月初旬に映画の撮影を行うことを決め、サウンドトラック用のレコーディング・セッションは、11月7日にマッカートニーが本作の冒頭に入っている客引きの台詞とバスの走行音を加えて終了となった。バスの走行音のテープループは、M1モーターウェイを見下ろす高架橋で録音されたもので、単体でステレオ・ミックスであったためそのままミックスされた。

## リリース
「マジカル・ミステリー・ツアー」は、1967年12月8日にイギリスで6曲入りの2枚組EP盤の表題曲として発売された。なお、イギリスでの2枚組EPの発売は初の例となった。アメリカでは既にEPの形態が廃れていたため、同年に発売されたシングル5曲を追加したLP盤として発売された。なお、このLP盤は2枚組EP盤に先行するかたちで11月27日に発売された。
12月26日にイギリスのBBC Oneでテレビ映画『マジカル・ミステリー・ツアー』が放送され、本作はオープニングテーマとして使用され、映画のエンディングで使用されたリプライズ・バージョンには、レノンによる別れの言葉が加えられた。テレビ映画の評判は芳しいものではなかったが、その一方でサウンドトラック盤については肯定的な評価を得た。イギリスで発売された2枚組EP盤は、全英シングルチャートで最高位2位を獲得し、第1位にはシングル盤『ハロー・グッドバイ』がランクインした。
本作は、1973年に発売されたコンピレーション・アルバム『ザ・ビートルズ1967年〜1970年』や、1982年に発売されたコンピレーション・アルバム『リール・ミュージック』にも収録された。なお、1987年以降のビートルズのアルバム作品のCD化の際には、アメリカで発売されたLP盤が採用された。

## 評価
『メロディ・メイカー』誌のボブ・ドーバーンは、イギリスでシングルをステレオで発売するべき理由の一例として、EP『マジカル・ミステリー・ツアー』を挙げ、同作の表題曲にあたる「マジカル・ミステリー・ツアー」について「タムタムのビートの上で、ポールがリードを歌う大規模な荒らしのような作品。エフェクトは主にギターとブラスで構成され、最後にピアノへと引き継がれる」と評している。『ヒット・パレーダー』誌は、「ビートルズは、オープニング・ナンバーで魔法的なミステリー・ツアーに連れて行ってくれると宣言した。この曲はステレオで聴かなくてはならない」と書いている。
『ニューヨーク・タイムズ』紙でリチャード・ゴールドスタインは、「サージェント・ペパーズ・ロンリー・ハーツ・クラブ・バンド」と同様にスタジオの技術に依存して、モチーフに対して過度に焦点を合わせているとし、本作と「ユア・マザー・シュッド・ノウ」について「夕食後の会話のように退屈で息が詰まる」と評している。『ステレオ・ヴィジョン』誌のレックス・リードは、本作およびアルバムに収録された楽曲について「からくりは音楽のアイデアを補うものではない」「『マジカル・ミステリー・ツアー』はラジオシティ・ミュージックホールのパロディに過ぎない」と評した。音楽評論家のロバート・クリストガウは、『エスクァイア』誌で「ビートルズの新曲はテレビ映画の流れの中で聴くべき」とする一方で、タイトル曲を「がっかりする。場当たり的な曲」と評した。また、1976年に『ザ・ヴィレッジ・ヴォイス』誌に寄稿したアルバムの回顧録で、「彼らの最悪の映画のダサいテーマ曲」と切り捨て、アメリカで発売されたLP盤における次曲「ザ・フール・オン・ザ・ヒル」とともに、リスナーに残りのサウンドトラックの質を見落とさせたと述べている。音楽評論家のイアン・マクドナルドは、「エネルギッシュではあるものの、結果的には作られたもので、その薄っぺらい発明は説得力に欠ける時間とテンポの変化で騙された歪んだプロダクションによって隠されている」「メインとなるアイデアは古くさく、その対照的なセクションは『ルーシー・イン・ザ・スカイ・ウィズ・ダイアモンズ』のヴァースの順序を置き換えただけ」と評している。
2002年の『モジョ』誌にレビューを寄稿したチャールズ・シャー・マリーは、本作を称賛しており、「（マッカートニーの）最も豊かで『鳴り響く』リード・ボーカルと、レノンのフィルターをかけた『けたたましい』バッキング・パートが、イギリスで最も特徴的な2種類のロック・ヴォイスの非常に刺激的な並置の1つとなっている」「この曲が未知でありながら穏やかな未来を歓迎する熱意と興奮は、『宇宙大作戦』に影響を与えた60年代の典型的なビジョンを表している」と述べている。

## クレジット
※出典
ビートルズ
- ポール・マッカートニー - リード・ボーカル、バッキング・ボーカル、ピアノ、ベース、掛け声、パーカッション
- ジョン・レノン - リード・ボーカル、バッキング・ボーカル、アコースティック・ギター（リズムギター）、パーカッション
- ジョージ・ハリスン - ハーモニー・ボーカル、リードギター、パーカッション
- リンゴ・スター - ドラム、パーカッション

外部ミュージシャン
- マル・エヴァンズ、ニール・アスピノール - パーカッション
- デイビッド・メイソン、エルガー・ハワース、ロイ・コープステイク、ジョン・ウィルブラハム - トランペット

## カバー・バージョン
アンブロージアは、1976年に公開されたドキュメンタリー映画『All This and World War II』のサウンドトラックとしてカバーした。アンブロージアによるカバー・バージョンは、アメリカでシングル盤としても発売され、Billboard Hot 100で最高位39位を獲得した。この他にも、チープ・トリック、BONNIE PINK、イングヴェイ・マルムスティーン、エディ・ウェダーらによってカバーされた。
ビータリカは、2007年にアルバム『Masterful Mystery Tour』に、メタリカの楽曲「Master of Puppets」とマッシュアップした「Masterful Mystery Tour」という楽曲を収録した。
マッカートニーは、1993年の「New World」ツアーで本作を演奏した。当時のライブ音源は、ライブ・アルバム『ポール・イズ・ライブ』に収録された。